# Fly IQ431 Glory
Fly IQ431 Glory — ультрабюджетный смартфон компании Fly на базе Android. Представляет собой классический моноблок, сделанный из пластика. Выпущен в ноябре 2013 года.
Слоган на официальном сайте: Функциональный 3G смартфон, доступный каждому!

## Описание модели
Телефон представляет собой классический моноблок чёрного или белого цвета с серыми вставками снизу и сверху. Корпус сделан из софт тач пластика. Процессор одноядерный с частотой в 1 ГГц.
Имеет ёмкостной сенсорный экран с мультитачем (поддерживается не более двух одновременных касаний), размер 3,5 дюймовый, разрешение 320x480 с палитрой из 16,7 миллионов цветов. Достаточно яркий даже на минимальных настройках. Помимо экрана управление осуществляется тремя стандартными для смартфонов кнопками. Есть датчики положения и приближения.
Поддерживает две SIM-карты, переключение между ними происходит без перезагрузки телефона. Однако из-за того, что телефон оснащён лишь одним радиомодулем, звонок со второй SIM-карты невозможно принять, если в данный момент происходит разговор с первой. Первый слот кроме обычной GSM SIM-карты поддерживает стандарт W-CDMA. Максимальное время работы во время разговора 5 часов. В режиме ожидания до 200 часов.
Есть встроенная камера на 3,2 мегапикселя и возможность снимать видео в формате 3GP с максимальным разрешением 720x480, однако в ней используется программное увеличение пикселей, из-за чего качество снимков довольно низкое. Цифровой Zoom 7x как для фото, так и для видео. Вспышка и автофокус отсутствует.
Встроенный видеоплеер поддерживает кодеки Xvid и x264, а также стандартные для мобильных телефонов форматы MP4 и 3GP.
В верхней части телефон оснащён стандартным входом для наушников TRS на 3,5 миллиметров. Внешний динамик расположен сзади, в нижней части корпуса. Кнопки регулировки громкости и блокировки экрана находятся слева. Также есть встроенный радиоприёмник, работающий только при подключении наушников. Может выводить звук и на внешний динамик.
На смартфоне установлен Android версии 4.1.2. Поставляется с несколькими встроенными приложениями, такими как Flybook, различными сервисами Google и Яндекса, uBank, заказа такси, а также игрой «Texas Poker». Кроме них есть и несколько встроенных виджетов. Всё это возможно удалить при помощи root, однако его использование приведёт к лишению гарантии, которую производитель даёт на два года.
Доступ в Интернет осуществляется по WAP 2.0, GPRS, EDGE и 3G. Для определения местоположения есть LBS, погрешность которого сильно варьируется.
В общей сложности объём внутренней памяти составляет 512 МБ, для пользователя выделено 150 (в более новых версиях прошивки 170). Её можно увеличивать подключением карт памяти micro SD, объёмом до 32 ГБ. «Горячее» отключение карты памяти не поддерживается.

## Модификации
- Fly IQ432 Era Nano1 — практически точная копия Glory.
- Fly IQ449 Pronto — имеет более крупные габариты и полноценный GPS. Размеры 126 x 65 x 10,9 мм, вес 137 г., экран 4.0" (480x800), батарея 1350 мАч. Во всём остальном отличий нет. Выпущен одновременно с Glory.

## Известные недостатки
В своих отзывах пользователи из недостатков чаще всего отмечают следующие параметры:
- Малое количество внутренней памяти.
- Быстро разряжающийся аккумулятор.
- Камеру достаточно низкого качества.
- Малый угол обзора экрана.